# Jānis Endzelīns
Jānis Endzelīns (aussi écrit Jahn Endselin), né le 22 février 1873 dans le Kauguru pagasts et décédé le 1er juillet 1961 à Koknese, est un linguiste letton, spécialiste de linguistique comparée. Il est l'auteur, avec Kārlis Mīlenbahs, du dictionnaire de langue lettonne en six volumes (1923-1932) inclus dans le Canon culturel letton. Il est également le fondateur du département de la philologie balte au sein de l'Université de Lettonie,. Il se positionne comme défenseur de la langue lettonne, combattant emprunts et déformations, œuvrant pour un enseignement rigoureux dans les écoles.

## Biographie
Endzelīns étudie la philologie classique à l’Université de Dorpat en 1893-1897, puis, poursuit à la faculté de langues slaves jusqu'en 1900. Avec Kārlis Mīlenbahs il effectue la traduction de l’Odyssée en 1890-1895.
Il devient maître de conférences à l’Université de Dorpat en 1903-1908. En 1905, il soutient la thèse qui porte sur l'emploi des prépositions en langue lettonne qu'il complète l'année suivant par une analyse de l'emploi des préfixes. Avec Mīlenbahs il conçoit en 1907 deux manuels pour l'enseignement de la grammaire et la langue lettonne à l'école, Latviešu gramatika et Latviešu valodas mācība. Professeur à l'université de Kharkiv entre 1909 et 1920, il revient en Lettonie chaque été pour mener les recherches sur la dialectologie et la géographie linguistique lettonne. Il attache une importance particulière à l'étude du latgalien et partage notamment l'avis de Kazimieras Būga (en) qui prétend que les ancêtres des Lettons d'aujourd'hui étaient exclusivement les Latgaliens qui ont parlé bien le latgalien. Entretemps, en 1912, il soutient la thèse de doctorat en linguistique comparée de langues baltes et slaves. Dès 1920, il travaille à l'Université de Lettonie. Après la mort de Milenbahs, il met en page le dictionnaire de letton en quatre volumes sur lequel lui et son collègue travaillaient depuis 1905 et les fait publier en 1923-1932. Entre 1934 et 1946 paraissent deux nouveaux volumes de cette série écrits par Endzelīns en collaboration avec Edīte Hauzenberga-Šturma. Il est également auteur de Lettische Grammatik (1922), Vieux prussien (Senprūšu valoda 1943), Sons et formes des langues baltes (Baltu valodu skaņas un formas 1948), Phonologie et morphologie comparative des langues baltes (1971). Plusieurs études récentes traitant des langues indo-européennes contiennent les références à ses travaux,,,,,.

## Famille
Jānis Endzelīns est le père de Lucius Endzelins (en) (1909-1981), joueur d'échecs letton installé en Australie depuis 1946, vainqueur du Championnat d'Australie d'échecs 1960. 